# دریاچه بوگوریا
دریاچه بوگوریا (دریاچه سابق هانینگتون) یک دریاچه شور و قلیایی است که در یک منطقه آتشفشانی در یک حوضه نیمه گرابن در جنوب دریاچه بارینگو، در کشور کنیا، کمی در شمال خط استوا قرار دارد. دریاچه بوگوریا، مانند دریاچه ناکورو، دریاچه المنتیتا، و دریاچه ماگادی در جنوب دره ریفت، گاهی اوقات سکونتگاه یکی از بزرگترین جمعیت فلامینگوهای کوچک در جهان است. این دریاچه یکی از سایت‌های رامسر است و ذخیره‌گاه ملی دریاچه بوگوریا از تاریخ ۲۹ نوامبر ۱۹۷۳ به عنوان ذخیره‌گاه ملی حفاظت‌شده شناخته می‌شود. دریاچه بوگوریا کم عمق است (در حدود ۱۰ متر عمق) و حدود ۳۴ است کیلومتر به طول ۳٫۵ کیلومتر عرض، با حوضه زهکشی ۷۰۰ کیلومتر 2 در شهرستان بارینگو واقع شده‌است.